# Sinogomphus flavolimbatus
Sinogomphus flavolimbatus là loài chuồn chuồn trong họ Gomphidae. Loài này được Matsumura in Oguma mô tả khoa học đầu tiên năm 1926.